# 537 (số)
537 (năm trăm ba mươi bảy) là một số tự nhiên ngay sau 536 và ngay trước 538.